# モントーリオ・アル・ヴォマーノ
モントーリオ・アル・ヴォマーノ（イタリア語: Montorio al Vomano）は、イタリア共和国アブルッツォ州テーラモ県にある、人口約8,000人の基礎自治体（コムーネ）。

## 地理

### 位置・広がり

#### 隣接コムーネ
隣接するコムーネは以下の通り。
- バシャーノ
- コッレダーラ
- コルティーノ
- クロニャレート
- ファーノ・アドリアーノ
- テーラモ
- トッシーチャ

## 行政

### 分離集落
モントーリオ・アル・ヴォマーノには、以下の分離集落（フラツィオーネ）がある。
- Altavilla, Colledonico, Collevecchio, Cusciano, Faiano, Leognano, Piane di Collevecchio, San Lorenzo, San Giorgio, San Giovanni, San Mauro, Schiaviano, Villa Brozzi, Villa Maggiore, Villa Vallucci

## 姉妹都市
- アマトリーチェ、イタリア
- アプリーリア、イタリア